# 阿不都拉·阿巴斯
阿不都拉·阿巴斯（1951年—），塔塔尔族，新疆乌鲁木齐人，中國共產黨黨員，中华人民共和国生物学家、全国人民代表大会新疆地区代表。

## 生平
毕业于新疆大学生物学专业。加入中国共产党。任新疆大学生命科学与技术学院教授、副院长。2003年获聘任为新疆维吾尔自治区第十届人民政府特邀行政执法监督员，聘期五年。他连任第九、十、十一、十二届全国人大代表。任内提出过有关新疆教育、环境等方面的许多议案。他从十一届全国人大代表任期内开始提南疆高中阶段免除学费的建议，连提多年，最终得到国家各部委重视，该问题得以解决。